# オイルヒーター

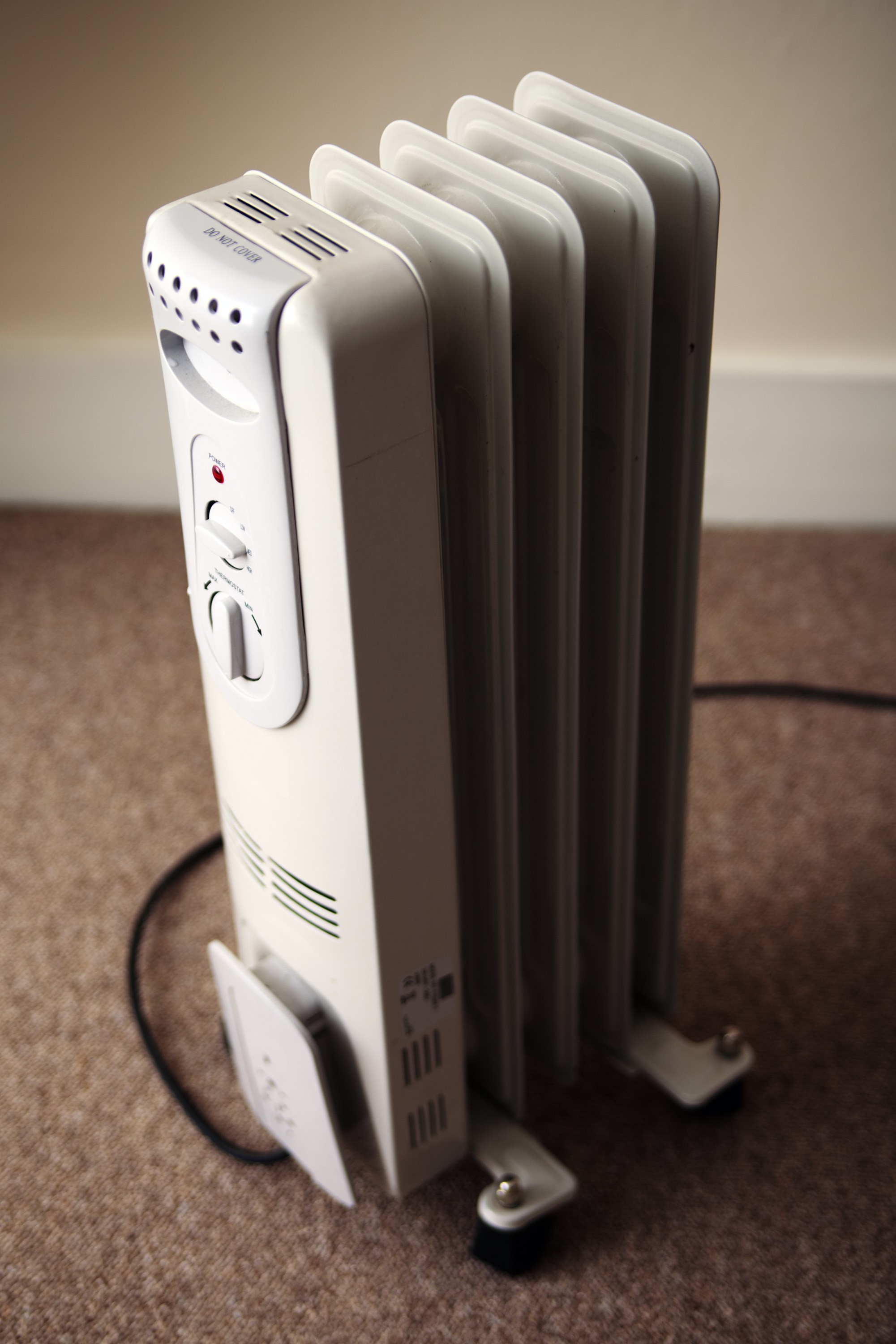
オイルヒーター

オイルヒーター（英: Oil heater）とは、暖房器具の一種である。

## 概要
オイルヒーターは密閉容器内の難燃性の油を電熱器で暖めて循環させてラジエーターフィン（放熱板）から放熱し、対流や輻射熱によって部屋を暖める暖房器具である。電気料金が比較的安く家屋の気密性と断熱性の高いヨーロッパを中心に普及しているが、日本では電気料金の高さやオイルヒーター本体が石油ストーブなどと比較し高額だったこともあって従来はあまり普及していなかった。しかしその後に本体低価格化と安全性の高さ、家屋の気密性と断熱性の向上から注目され、利用が広がってきている。電気代を節約するため電力会社と「時間帯別電灯契約」を行ない、安全性と静粛性を生かして夜間のみ使用することで費用を安くする方法もある。

## 利点
- 安全性が高い[1][2]。
燃焼を伴わずラジエーターフィンもさほど高温にはならないため、火災や火傷の可能性が低い[3][2]。そのため、子供や老人の居る家庭で選ばれる[2]。ただし長時間至近距離で暖まり続けた場合の低温火傷の可能性はあり[3]、またメーカーによっては高温になる機種もある[3]。
- 部屋の空気を汚さない[1][3]。
燃焼を伴わないため一酸化炭素や二酸化炭素・揮発性有機化合物などが発生せず[3]、頻繁な換気の必要がない[2]。また、エアコンなどのように風を発生させないため埃が立つこと無く[1][3]、部屋全体を暖める事が出来る。こうした特性から、オイルヒーターのメーカーでは、埃や花粉などにアレルギーがある人にも使用できるとしている[3]。
- 騒音が無い[1][4][3]。
運転音がほとんど無いため、非常に静かである。ただし機械式サーモスタットのON/OFF音、タイマーの動作音などがする機種もあるが近年多いマイコン式ではほぼ無音である。
- メンテナンスが容易である[3]。
内部の油は交換の必要がなく[3]、またフィルターなどもないため定期的なメンテナンスの必要がない（時折、本体表面の埃を取る必要はある[3]）。
- 移動が出来る。
重量が大きいが、キャスターが付いていて一方向に容易に移動できる機種が多い。ただし消費電力が大きく延長コードの使用は推奨されないため、近くにコンセントが必要である。

上記の理由からデスクの下など、足下や体の近くに置く暖房としての利点が多い（臭いがない、静音、触れても即火傷にならない等）。このため部屋全体を暖める大型機とは別に、足下用の小型機を製造しているメーカーもある。

## 欠点
- 暖かくなるのが遅い[1][4]。
自然対流によって部屋を暖めるため、部屋が暖かくなるまでに時間がかかる。これは先に冷気を除去するエアコンでの適正温度化やサーキュレーターを併用することである程度改善される。ただし送風により埃が舞う欠点も発生する。また消費電力≒暖房能力のため1.2～1.5kW程度しかなく、6～7畳用でも2.5kW以上あるエアコンや石油ファンヒーターと比べて根本的に能力が低い（海外では電源電圧が高いためより高出力のモデルもある）。
- ランニングコストが高い[2][4]。
消費電力≒暖房能力（COP1）のため、ヒートポンプにより消費電力の3～6倍の暖房能力を発揮できるエアコンと比較しエネルギー効率が悪い。ただしカーボンヒーターや電気ストーブ等、エアコン以外の電気暖房器具との差は無い。また、サーモスタット式では直接室温を指定出来ないため、不慣れな人が不適切に設定すると無駄に稼働してしまう。
- 日本式の家屋にあまり向いていない。
日本の家屋は欧州、北欧、北米などの家屋に比べ、圧倒的に断熱性が低い。海外では窓に結露が発生すると欠陥住宅扱いとなる場合もあるほど断熱性能が高い。
伝統的な日本の家屋は夏の蒸し暑さの対策のために換気のよさが重視され、窓や障子・襖の面積が広く作られている。しかしオイルヒーターは暖めた空気を自然対流で循環させる方式のため、換気によって効率が悪くなる。また、日本式の家屋は木造住宅が主流でヨーロッパに多いレンガ造りの住宅に比べて蓄熱性が低いため、オイルヒーターでは部屋が暖まりにくい。逆に言えば近年多いRC造や、木造であっても断熱材が追加され、ペアガラス、トリプルガラスが採用された断熱性が高い家屋、トイレのように壁で囲まれた狭い個室では効果を発揮する。
- 廃棄が困難
地方自治体の粗大ゴミ回収では、通常通り引き受け[5]、オイルを抜いて出す[6]、各自が処分業者に持ち込み[7]、など大量のオイルを理由に対応が異なっている。基本的に消費者側でオイルを抜けない設計であるため、一部のメーカーでは廃棄時に回収を行う旨を明示している[8]。そうしたこともあり、手軽な廃棄処分としてリサイクルショップに売却することも多く、中古品が多く流通している。

## 製造会社
適合する家屋の特性と普及経緯から、ヨーロッパのメーカーが多い。
- デロンギ - イタリアの大手メーカー。マイコン制御だけでなく特徴的な外観の機械式タイマーも用意されており、足元用の小型機から2300Wの大型機まで製造している。

- エレクトロラックス - デロンギと並ぶスウェーデンの大手メーカー。全種がマイコン化されている。日本向けの製品は表示が日本語化され、製造も日本国内だったが日本向けは生産終了。
- ユーレックス - 日本国内唯一のオイルヒーター専門メーカー。
- 山善 - いち早く国内産オイルヒーターを作っているメーカーの一つ。
- 無印良品 - 部屋用の大型機と足元用の小型機を販売している（ユーレックスのOEM）。
- 松木技研 - 日本の電気機器メーカー。MATRICのブランドでオイルヒーターを販売していた。(廃業)
- DBK - ドイツの電気機器メーカー。日本における総代理店は日本ゼネラル・アプラィアンス。